# Falências no futebol italiano
As falências no futebol italiano são uma constante. Em 2015, em meio a um total de 63 clubes que já haviam disputado a primeira divisão italiano em toda a história, 40 faliram, restando apenas 23 que nunca haviam passado por esta situação.
Ocorre que muitos empresários se utilizam do conceito de clube fênix, criando novos clubes, com diretorias, patrimônios e quadros societários sem relação qualquer com o clube anterior, mas mantendo nome parecido, as mesmas cores, e quando possível, emblemas, tentando assim conseguir junto à federação italiana o seu reconhecimento como sucessor moral do antigo clube falido. Tal reconhecimento lhes possibilita um evidente ganho com patrimônio imaterial.

## História
Ao contrário do que ocorre em outros países, tais como o Brasil, onde a maioria dos clubes são associações sem fins lucrativos, na Itália, a maioria dos clubes de futebol, historicamente, são clubes-empresas, tal como ocorre no modelo do futebol inglês. Desta forma, estão sujeitos à processo de falência, da mesma forma que qualquer companhia comercial. Quando o clube vai á bancarrota, ele se extingue, como qualquer empresa.
O primeiro famoso caso de falência de um clube grande e tradicional ocorreu em 2002, com a ACF Fiorentina, o que levou à criação do Florentia Viola em 2002.
Em 2004, foi criado o Lodo Petrucci, por ideia de Gianni Petrucci, então presidente do Comitê Olímpico Italiano (CONI), e possuía a intenção de desburocratizar as falências. Esta lei concedia aos novos clubes a possibilidade de serem reconhecidas como herdeiras dos títulos esportivos da empresa falida, desde que fossem cumpridas algumas condições. De acordo com a legislação, o clube falido deveria possuir "méritos esportivos", o que se entende como uma história construída no futebol profissional, por um período significativo. Além disso, a diretoria do clube fênix não deveria ser ligada à diretoria do clube falido. Por fim, o novo time deveria, obrigatoriamente, iniciar a temporada seguinte uma divisão abaixo da que estava (regra válida até o ano de 2008) ou duas (após 2008). Os contratos de atletas com o clube falido ficavam automaticamente sem efeitos, e estes estariam livres para assinar com outros clubes. A marca comercial (logotipos, escudos, etc) do clube fênix não poderia ser a mesma do clube falido, podendo anos depois, por processo judicial, ser readquirida.
O Lodo Petrucci, com o tempo, recebeu críticas, uma vez que possibilitou que muitos empresários sem preparo entrassem subitamente no controle acionário de clubes apenas para lucrar em cima da tradição do clube falidos anteriormente, sem que houvesse o mínimo de organização empresarial - o que levou muitos dos novos clubes a novos processos de falência, poucos anos depois. Em 2014, cerca de mil clubes haviam fechados as portas. Isso levou à abolição da lei naquele ano. 
Após o fim do Lodo Petrucci, se uma equipe chega a falir durante a temporada, e obedecer a determinados ritos legais, conhecidos como falência controlada, esta pode recomeçar uma divisão abaixo. Caso contrário, o novo clube tem que recomeçar nas divisões amadoras.
O caso mais emblemático foi o do Parma, que faliu 2004, e teve um clube-fênix substituindo-o já no ano seguinte. Este, por sua vez, faliu novamente em 2015, o que levou à abertura de um terceiro clube,o Parma Calcio 1913, que, desta vez, por ser posterior ao Lodo Petrucci, teve que recomeçar na última divisão do futebol. Apesar da não mais possibilidade de o novo clube recomeçar nas divisões mais acima, ainda assim, houve disputa para ver quem seria considerado o legítimo sucessor moral do antigo Parma, disputa esta que ocorreu entre o Parma Calcio 1913 e o Magico Parma, do empresário Giuseppe Corrado.

## lista de falências
Abaixo, estão contabilizados os clubes que faliram, e tiveram clubes-fênix assumindo seu lugar na liga.
- Alessandria (2003);[1]
- Ancona (2004 e 2010);[1]
- Ascoli (2014);[1]
- Avellino (2009);(2018);[1]
- Bari (2014);(2018)[1]
- Bologna (1993);[1]
- Casale (1993 e 2013);[1]
- Catania (2021);[7]
- Catanzaro (2006 e 2011);[1]
- Cessena (2018);
- Chievo Verona (2021);
- Como (2005);[1]
- Fiorentina (2002);[1]
- Foggia (1984, 2004, 2014 e 2019);[1]
- Lecco (2002);[1]
- Legnano (2010);[1]
- Livorno (1991 e 2021) ;[1]
- Lucchese (2008 e 2011);[1]
- Mantova (1983, 1994 e 2010);[1]
- Messina (1988, 2008 e 2014);[1]
- Napoli (2004);[1]
- Padova (2014);[1]
- Palermo (1986);[1]
- Parma (2004)[1] e 2015;[6]
- Perugia (2005 e 2010);[1]
- Pescara (2009);[1]
- Piacenza (2012);[1]
- Pisa (1994 e 2009);[1]
- Pistoiese (1988 e 2009)[1]
- Pro Patria (2009);[1]
- Pro Vercelli (2010);[1]
- Reggiana (2005);[1]
- Reggina (1986);[1]
- Salernitana (2005 e 2011);[1]
- Siena (2014e 2020);[1]
- Spal (2005, 2012 e 2013);[1]
- Ternana (1993)[1]
- Torino (2005);[1]
- Treviso (1993, 2009 e 2013);[1]
- Triestina (1994 e 2012);[1]
- Varese (2004);[1]
- Venezia (2005 e 2009);[1]
- Verona (1991).[1]